# رودریگو گومز
رودریگو گومز (انگلیسی: Rodrigo Gomes؛ زادهٔ ۷ ژوئیهٔ ۲۰۰۳) بازیکن فوتبال اهل پرتغال است.
وی همچنین در تیم‌های ملی فوتبال زیر ۱۶ سال پرتغال، زیر ۱۷ سال پرتغال، زیر ۱۸ سال پرتغال، زیر ۱۹ سال پرتغال، زیر ۲۰ سال پرتغال، و زیر ۲۱ سال پرتغال بازی کرده است.